# Avegno Gordevio
Avegno Gordevio est une commune suisse du canton du Tessin, située dans le district de Vallemaggia.

Photo aérienne (1962).

Elle est née le 17 septembre 2007 à la suite de la fusion des anciennes communes d'Avegno et de Gordevio.